# 訓子府町

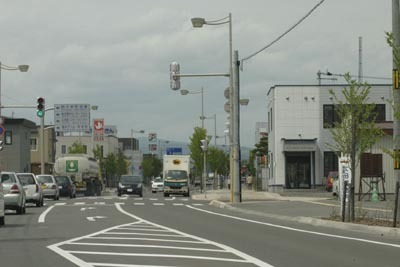
訓子府町中心部。道道50号線で東から西へ

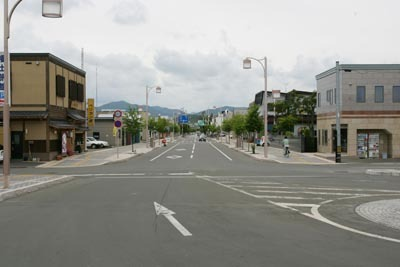
旧訓子府駅前

訓子府町（くんねっぷちょう）は、北海道オホーツク総合振興局管内の常呂郡にある町。オホーツク地域のうち北見地域に属する。

## 概要
アイヌ語の「クンネプ」〔黒い・ところ（川）〕から由来とされる。北見市に近く、生活圏も北見市に依存している。

## 地理
オホーツク総合振興局中部、北見市南西部に隣接する。
山に囲まれた盆地的地形で、寒暖の差が激しい。
- 山:
- 河川: 常呂川、訓子府川
- 湖沼:

### 人口
| |                                          |  |
| 訓子府町と全国の年齢別人口分布（2005年） | 訓子府町の年齢・男女別人口分布（2005年） |  |
| ■紫色 ― 訓子府町 ■緑色 ― 日本全国 | ■青色 ― 男性 ■赤色 ― 女性                |  |
| 訓子府町（に相当する地域）の人口の推移 \| 1970年（昭和45年） \| 8,517人 \| \| \| 1975年（昭和50年） \| 7,733人 \| \| \| 1980年（昭和55年） \| 7,773人 \| \| \| 1985年（昭和60年） \| 7,654人 \| \| \| 1990年（平成2年） \| 7,196人 \| \| \| 1995年（平成7年） \| 6,736人 \| \| \| 2000年（平成12年） \| 6,317人 \| \| \| 2005年（平成17年） \| 5,981人 \| \| \| 2010年（平成22年） \| 5,434人 \| \| \| 2015年（平成27年） \| 5,100人 \| \| \| 2020年（令和2年） \| 4,677人 \| \| |                                          |  |
| 総務省統計局 国勢調査より |                                          |  |
| 1970年（昭和45年） | 8,517人                                  |  |
| 1975年（昭和50年） | 7,733人                                  |  |
| 1980年（昭和55年） | 7,773人                                  |  |
| 1985年（昭和60年） | 7,654人                                  |  |
| 1990年（平成2年） | 7,196人                                  |  |
| 1995年（平成7年） | 6,736人                                  |  |
| 2000年（平成12年） | 6,317人                                  |  |
| 2005年（平成17年） | 5,981人                                  |  |
| 2010年（平成22年） | 5,434人                                  |  |
| 2015年（平成27年） | 5,100人                                  |  |
| 2020年（令和2年） | 4,677人                                  |  |

## 歴史
- 1897年（明治30年） - 北光社移民団のうち13戸45人が居武士（おろむし）に入地。
- 1900年（明治33年） - 上常呂（現在の北見市上常呂）に訓子府尋常小学校が開設。
- 1902年（明治35年） - 穂波・清住の開拓が始まる。
- 1904年（明治37年） - 実郷・西富・福野の開拓が始まる。
- 1906年（明治39年） - 実郷・穂波で米を試作。
- 1908年（明治41年） - 訓子府教育所を西24号に開校。
- 1909年（明治42年） - 妻恋橋完成。
- 1910年（明治43年） - ホルスタイン乳牛が入る。
- 1911年（明治44年） - 網走本線訓子府駅開業。
- 1912年（大正元年） - 訓子府郵便局設置。
- 1913年（大正2年） - 訓子府巡査駐在所設置。
- 1915年（大正4年）4月 - 野付牛村（現・北見市）から分村、置戸村となる。
- 1916年（大正5年）2月22日 - 居武士教授場（現在の居武士小学校）開校。
- 1916年（大正5年） - 公設訓子府消防組設置。
- 1917年（大正6年） - 訓子府商工組合設立。
- 1919年（大正8年） - タマネギ栽培が始まる。
- 1920年（大正9年）6月 - 置戸村（現：置戸町）から分村、訓子府村となる。
- 1921年（大正10年） - ビート（テンサイ）の耕作が始まる。
- 1922年（大正11年） - 電話開通。
- 1927年（昭和2年）11月6日 - 居武士教授場が居武士尋常小学校に昇格。
- 1934年（昭和9年） - 妻恋橋を架け替え、「叶橋」と改称。
- 1936年（昭和11年） - 水稲温床苗代法が始まる。
- 1941年（昭和16年）4月1日 - 居武士尋常小学校が居武士国民学校と改称。
- 1947年（昭和22年）4月1日 - 居武士国民学校が居武士小学校と改称。
- 1948年（昭和23年） - 北見バス（北海道北見バスの前身）が北見市・置戸町間の営業開始。
- 1951年（昭和26年）11月 - 町に昇格、訓子府町となる。
- 1951年（昭和26年）11月 - 公民館図書室が開設。
- 1952年（昭和27年）9月 - 一部を置戸町へ分割。
- 1954年（昭和29年） - 簡易上水道完成。
- 1962年（昭和37年） - 旧公民館が完成。
- 1968年（昭和43年） - 旧町民水泳プール設置。
- 1974年（昭和49年） - 町営バス運行開始。
- 1984年（昭和59年）11月 - 訓子府町図書館開設。
- 1985年（昭和60年） - 訓子府町図書館が昭和60年度の図書貸出率で日本一となる。
- 1987年（昭和62年） - 訓子府町図書館が昭和62年度図書貸出率日本一となる。以降7年連続で日本一となる。
- 2009年（平成21年） - NHK訓子府デジタルテレビジョン開局。

### 現状
平成の合併協議は当初北見市主導の「常呂川流域1市5町」の協議を求めたが、当町と留辺蘂町・置戸町が離脱した。その後は3町による協議を進めていたが、留辺蘂が離脱。残った2町が北見に吸収されることを懸念し、訓子府と置戸の2町による任意の合併協議会を設立したが、新町名を「置戸町」としたことから訓子府町の住民アンケートで合併反対が半数以上を占めたため、協議を解散した。

## 経済

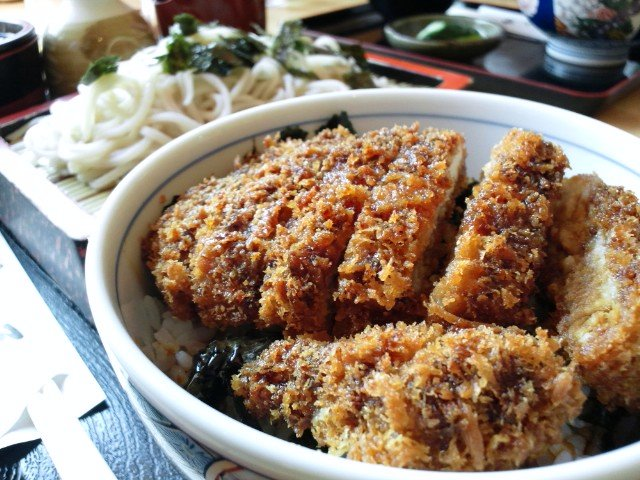
訓子府カツ丼

### 産業
農業（畑作）や酪農が発達しており、特産物としてはメロンが有名。訓子府メロンブランドで知られており、町の中央通りの街灯がメロンをかたどっていたり、町のマスコットがメロンがモチーフになっているほどである。
水稲、小麦、ジャガイモ、テンサイ、タマネギ、薬草(トウキ、川芎)などを生産。
また、町の特産として、卵でとじず醤油ベースのタレをかける「訓子府カツ丼」も町の名物である。

### 立地企業
- 味の素食品北海道（味の素グループ） - 本社・訓子府工場
- 訓子府石灰工業（株） - 本社・日の出工場
- 訓子府機械工業（株） - 本社・本社工場

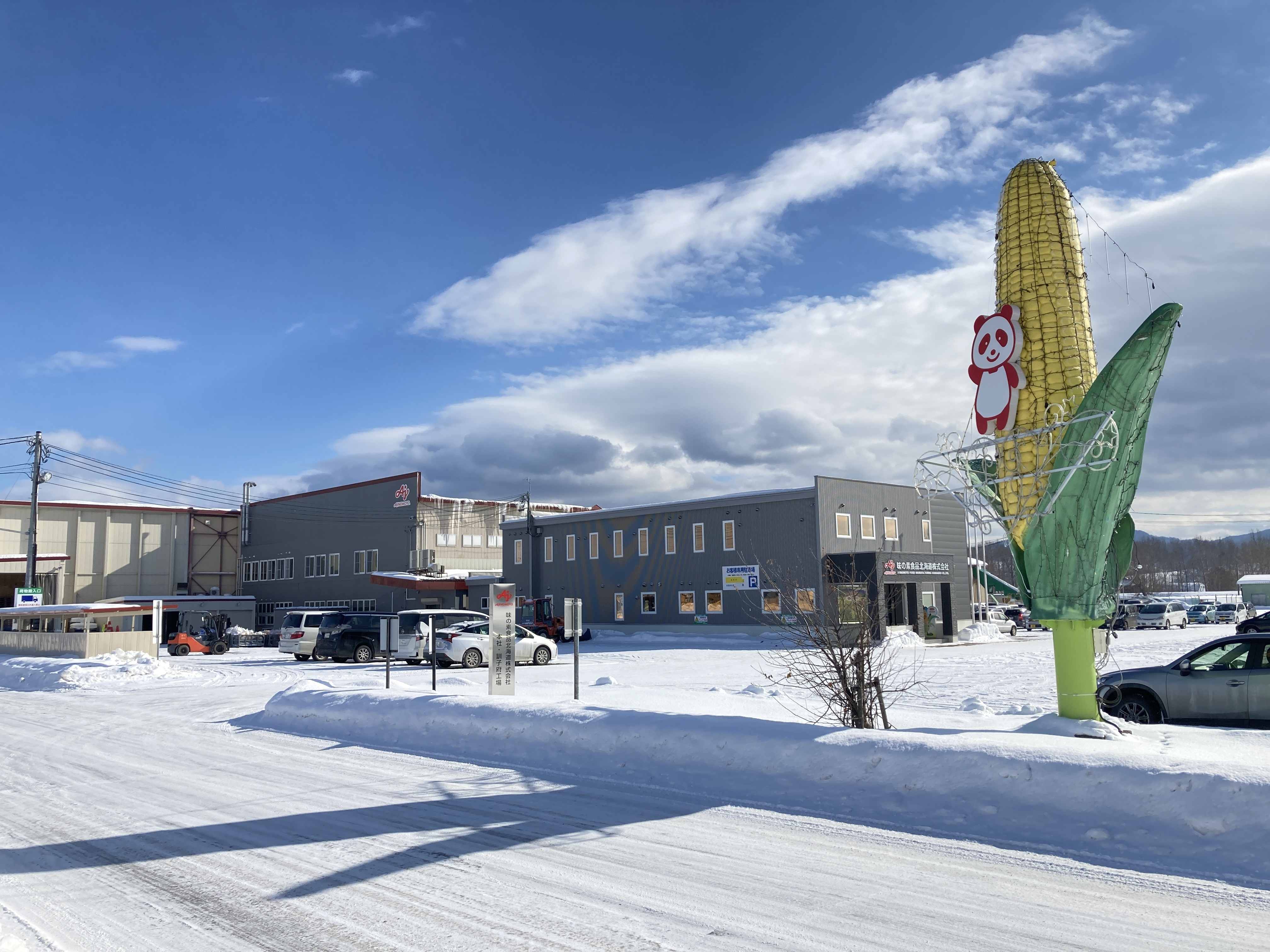
味の素食品北海道

### 農協
- きたみらい農業協同組合（JAきたみらい） - 訓子府支所
- ホクレン農業協同組合連合会 - 訓子府実証農場

### 金融機関
- 北見信用金庫 - 訓子府支店

### 商業
- 北雄ラッキー - シティマートくんねっぷ
- DCMニコット - 訓子府店
- セブン-イレブン - 訓子府店
- セイコーマート - 訓子府店

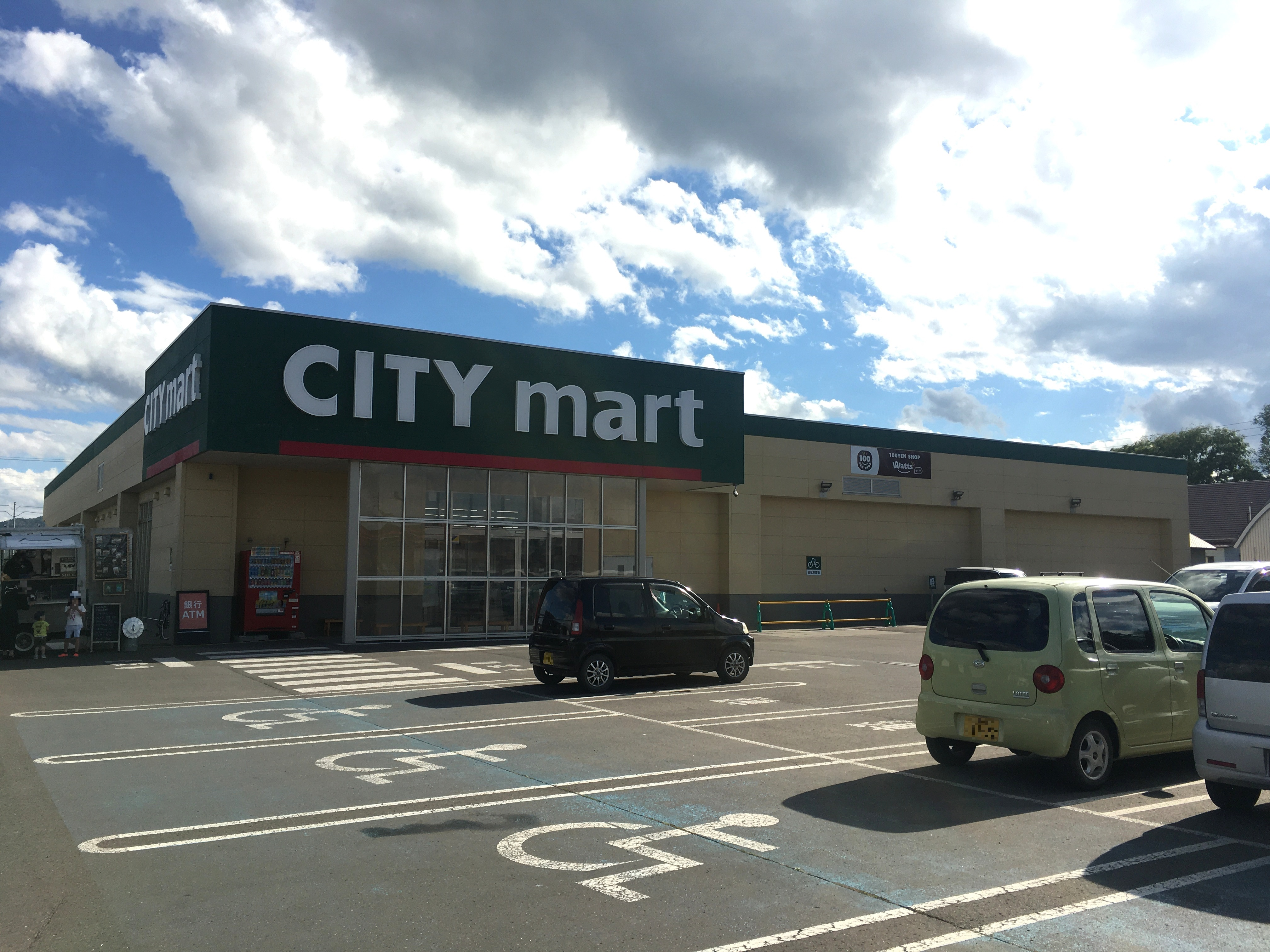
シティマートくんねっぷ
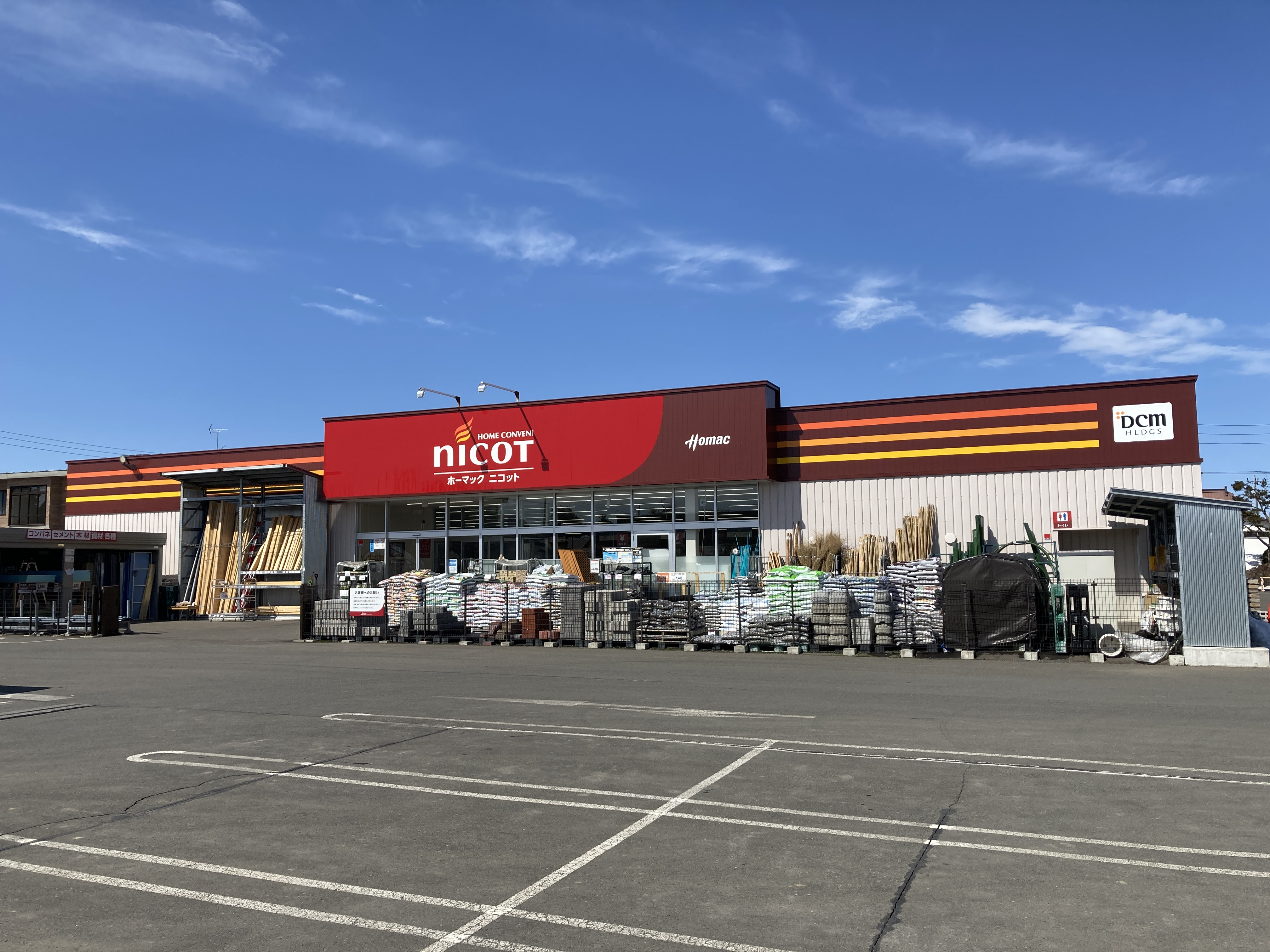
DCMニコット 訓子府店

## 郵便
郵便局

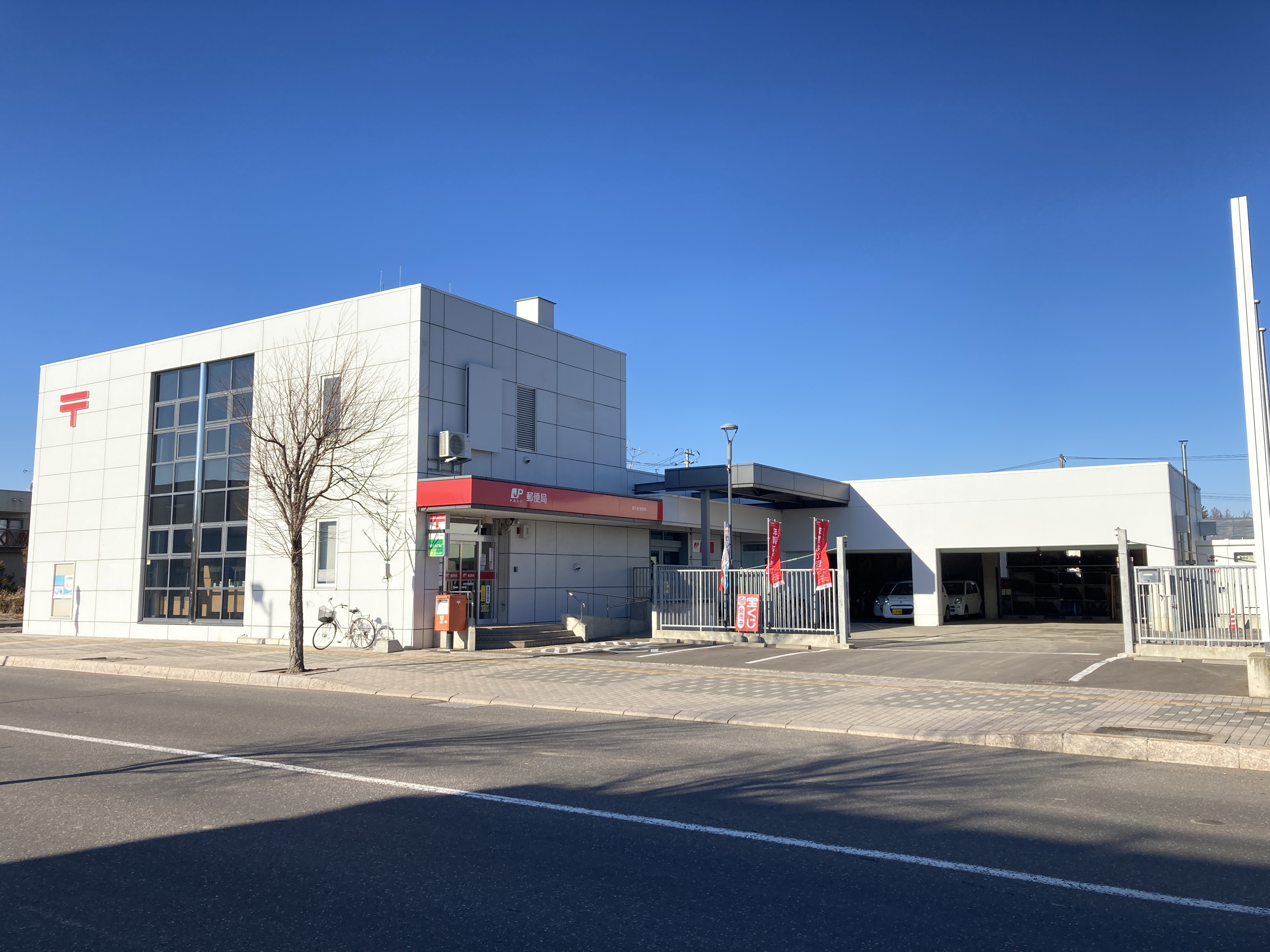
訓子府郵便局（集配局）

簡易郵便局
- 北見日の出簡易郵便局

- 訓子府郵便局

## 医療

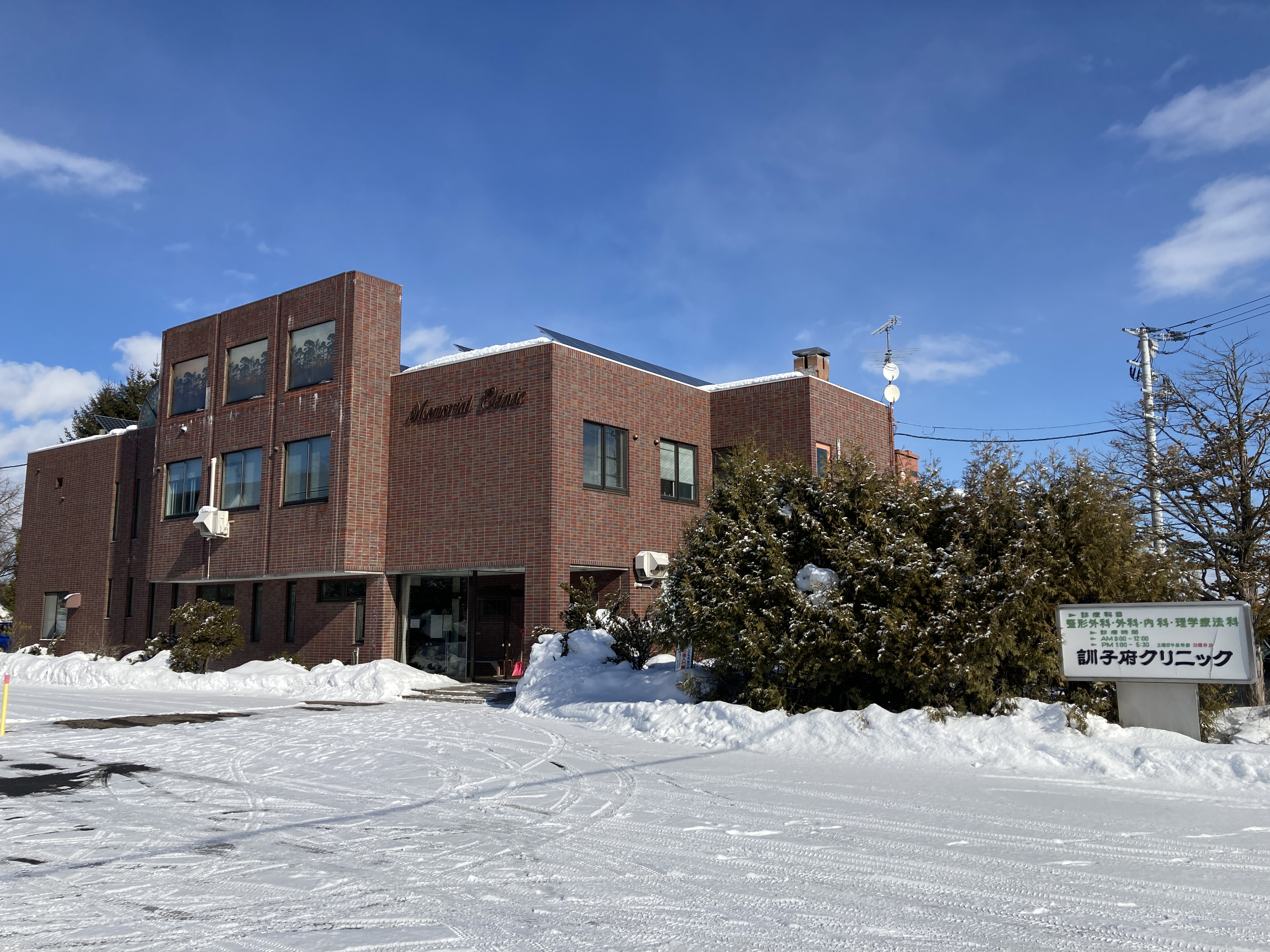
訓子府クリニック

- 訓子府クリニック

## 官公庁・公共機関

### 図書館
- 訓子府町図書館
  - 公民館図書室から移転して以来、訓子府町図書館の住民一人当たりの年間貸出冊数は平均14冊以上という高い貸出率を維持しており、1985年（昭和60年）度と1987年（昭和62年）度から1993年（平成5年）度の間の計8回全国一を記録している[5]。なお1994年（平成6年）度以降は全国集計が行われていないため順位は不明だが、それ以降もこれまでを上回る貸出率を記録し続けている[6]。

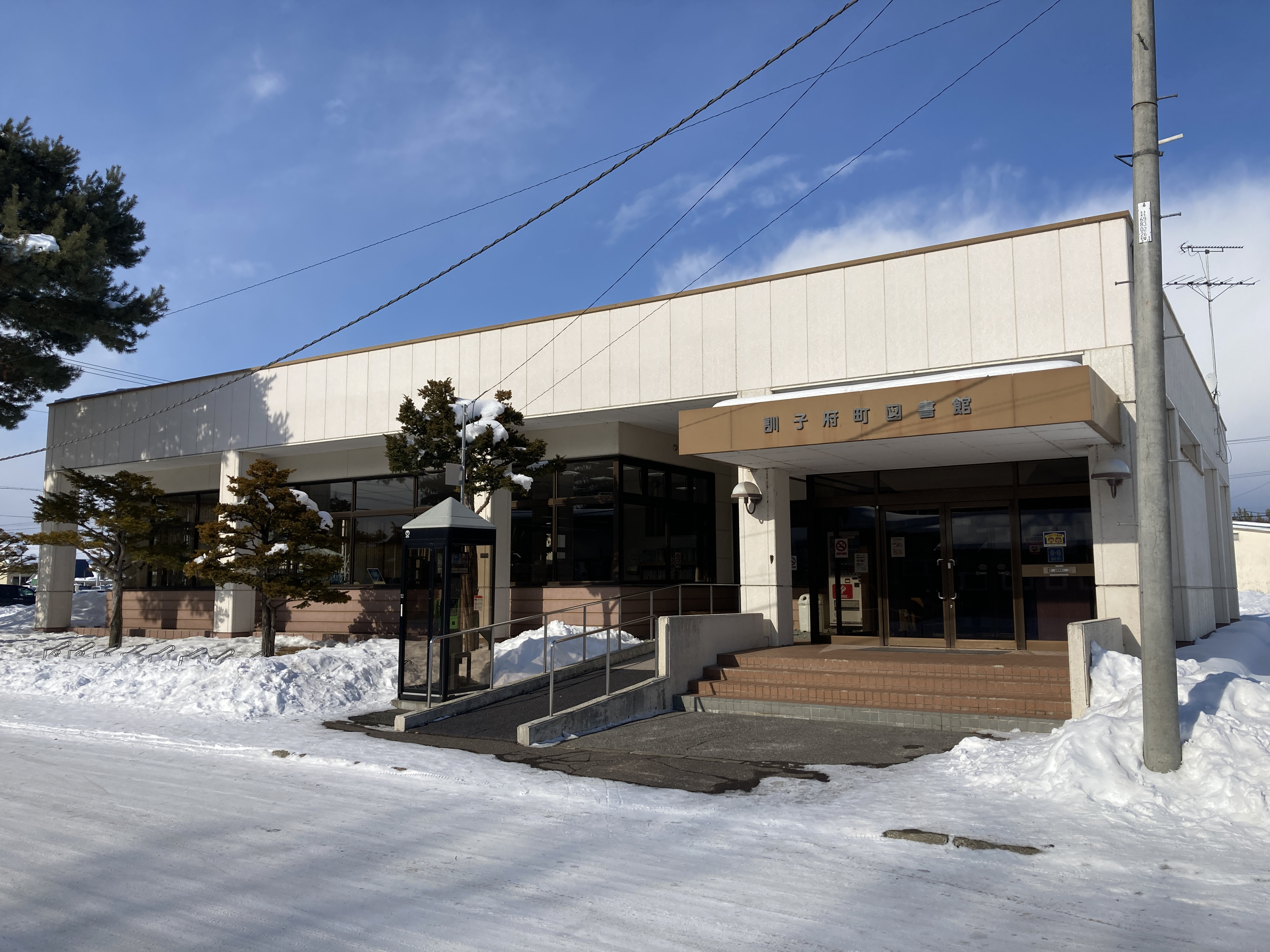
訓子府町図書館

### 運動施設

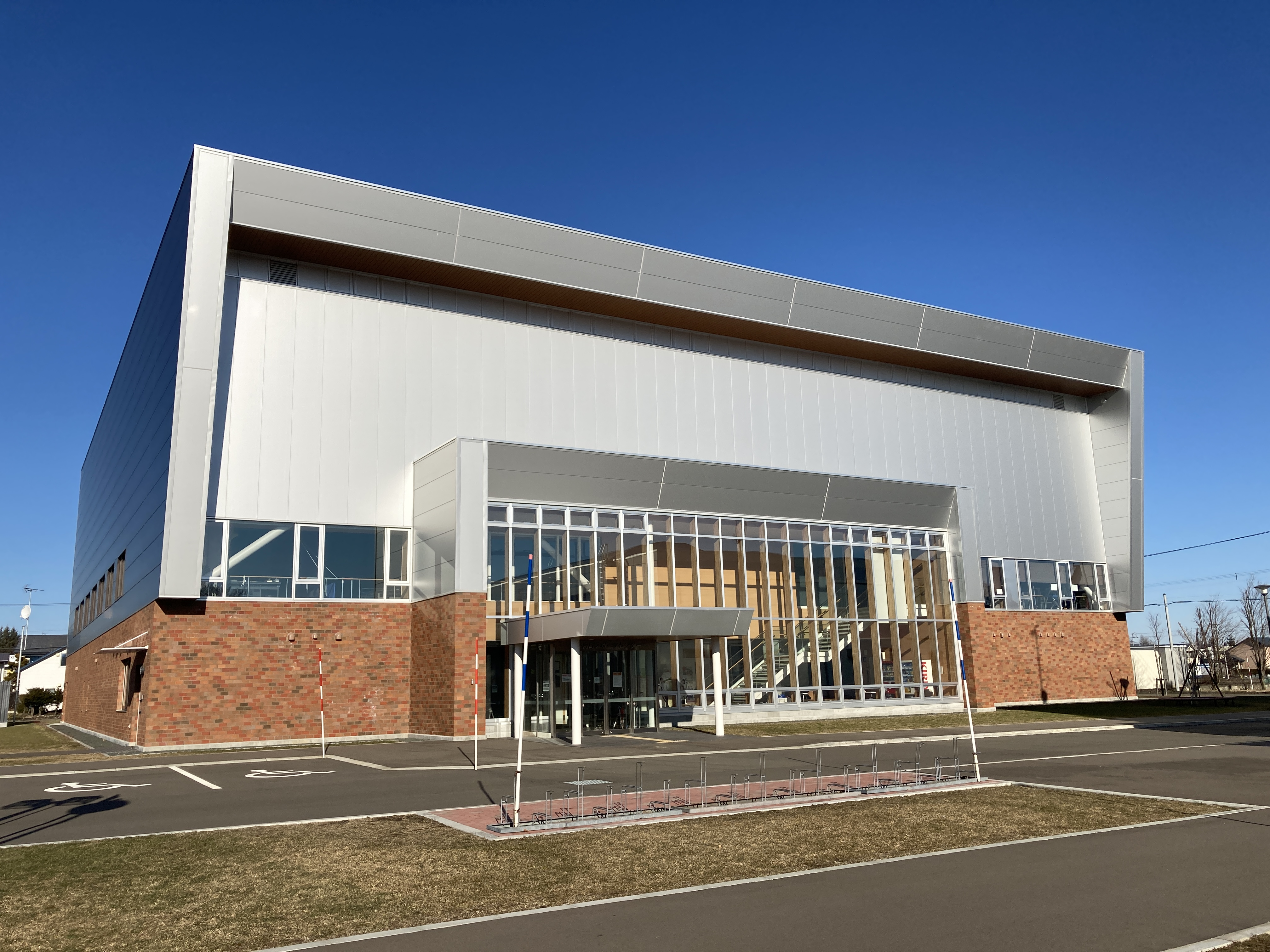
訓子府町スポーツセンター
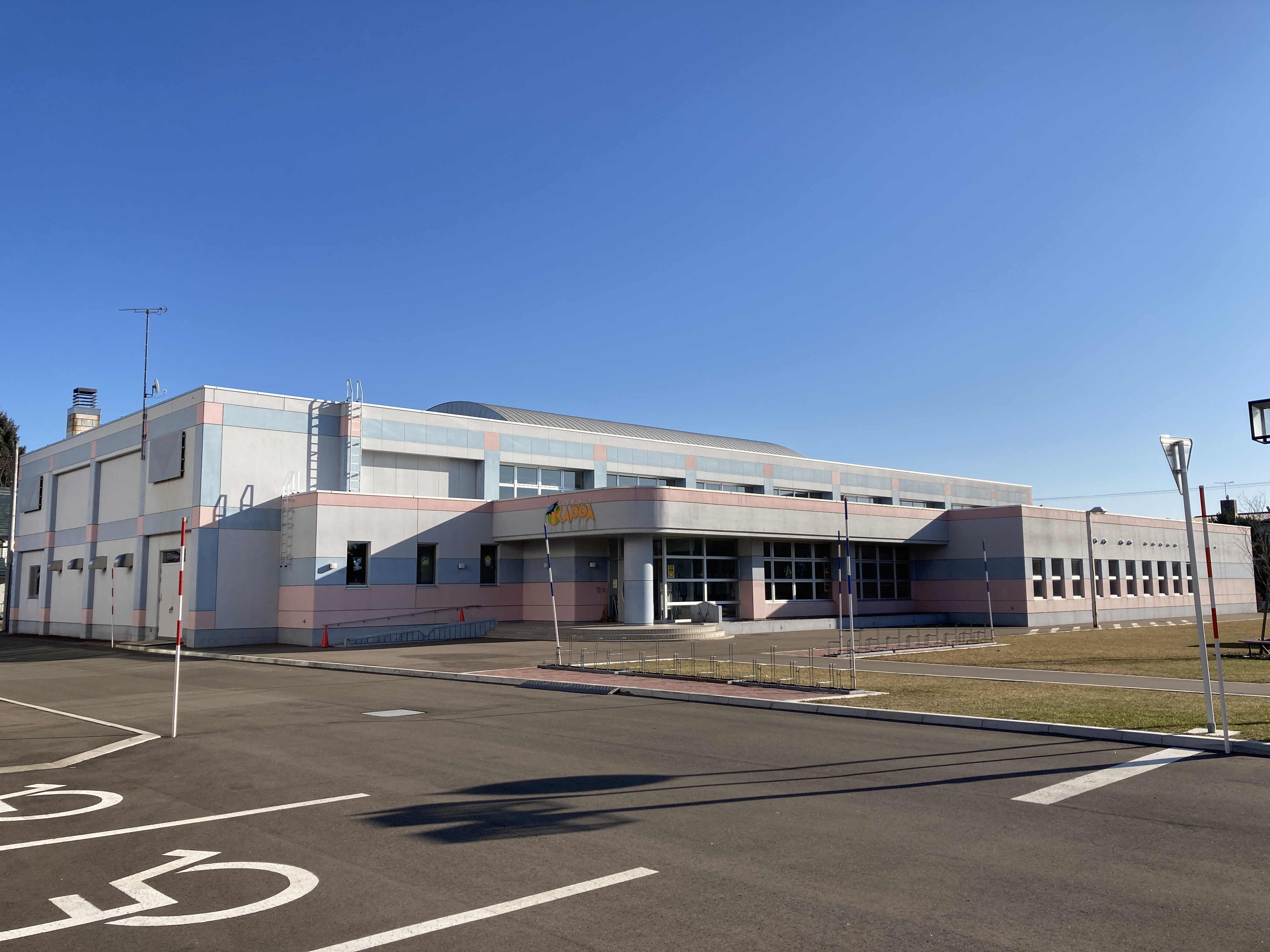
訓子府町温水プール「KAPPA」
- 訓子府町レクリエーション公園
- 訓子府町パークゴルフ場

- 訓子府町スポーツセンター
- 訓子府町温水プール「KAPPA」

### 警察
- 北見警察署 - 訓子府駐在所

### 消防
- 北見地区消防組合北見消防署 - 訓子府支署

### 独立行政法人・特殊法人等
地方独立行政法人
- 北海道立総合研究機構 - 北見農業試験場

## 姉妹都市・提携都市

### 国内
- 高知県津野町
  - 旧・東津野村と2001年（平成13年）5月8日姉妹都市提携

## 教育
- 高等学校
  - 道立高等学校
    - 北海道訓子府高等学校
- 中学校
  - 訓子府町立訓子府中学校
- 小学校
  - 訓子府町立居武士小学校
  - 訓子府町立訓子府小学校
- 大学施設
  - 北海道大学理学部訓子府地震地殻変動観測所

## 交通

### 空港
- 女満別空港 （大空町）

### 鉄道

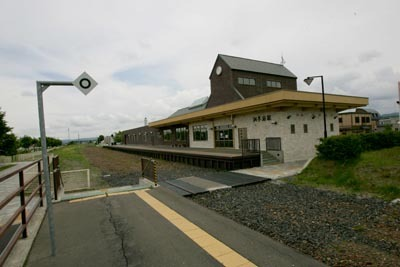
旧訓子府駅

町内を鉄道路線は通っていない。鉄道を利用する場合の最寄り駅は、JR北海道石北本線の北見駅や相内駅。

#### 廃止された鉄道
北海道ちほく高原鉄道
- ふるさと銀河線（2006年4月21日廃止）：西訓子府駅 - 西富駅 - 訓子府駅 - 穂波駅 - 日ノ出駅

### バス
北海道北見バスが、北見方面、置戸・陸別方面への路線バスを運行。

### 道路

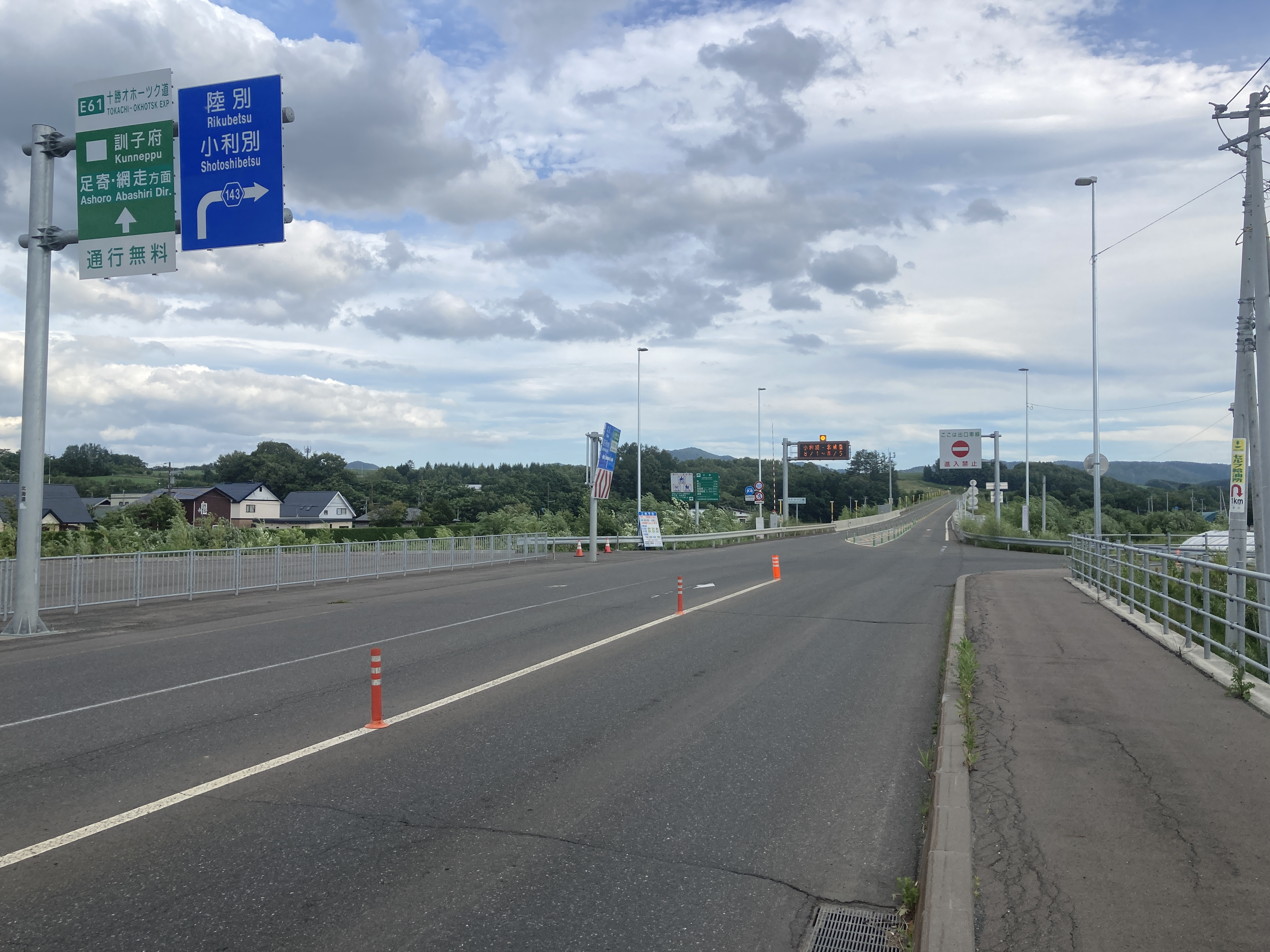
訓子府インターチェンジ

高速道路
- 国土交通省北海道開発局
  -  十勝オホーツク自動車道（北海道横断自動車道）： - 訓子府IC -

一般国道
- なし

主要地方道
- 北海道道50号北見置戸線
- 北海道道143号北見白糠線

一般道道
- 北海道道261号置戸福野北見線
- 北海道道335号訓子府停車場線
- 北海道道494号訓子府津別線
- 北海道道986号置戸訓子府北見線

道の駅
- なし

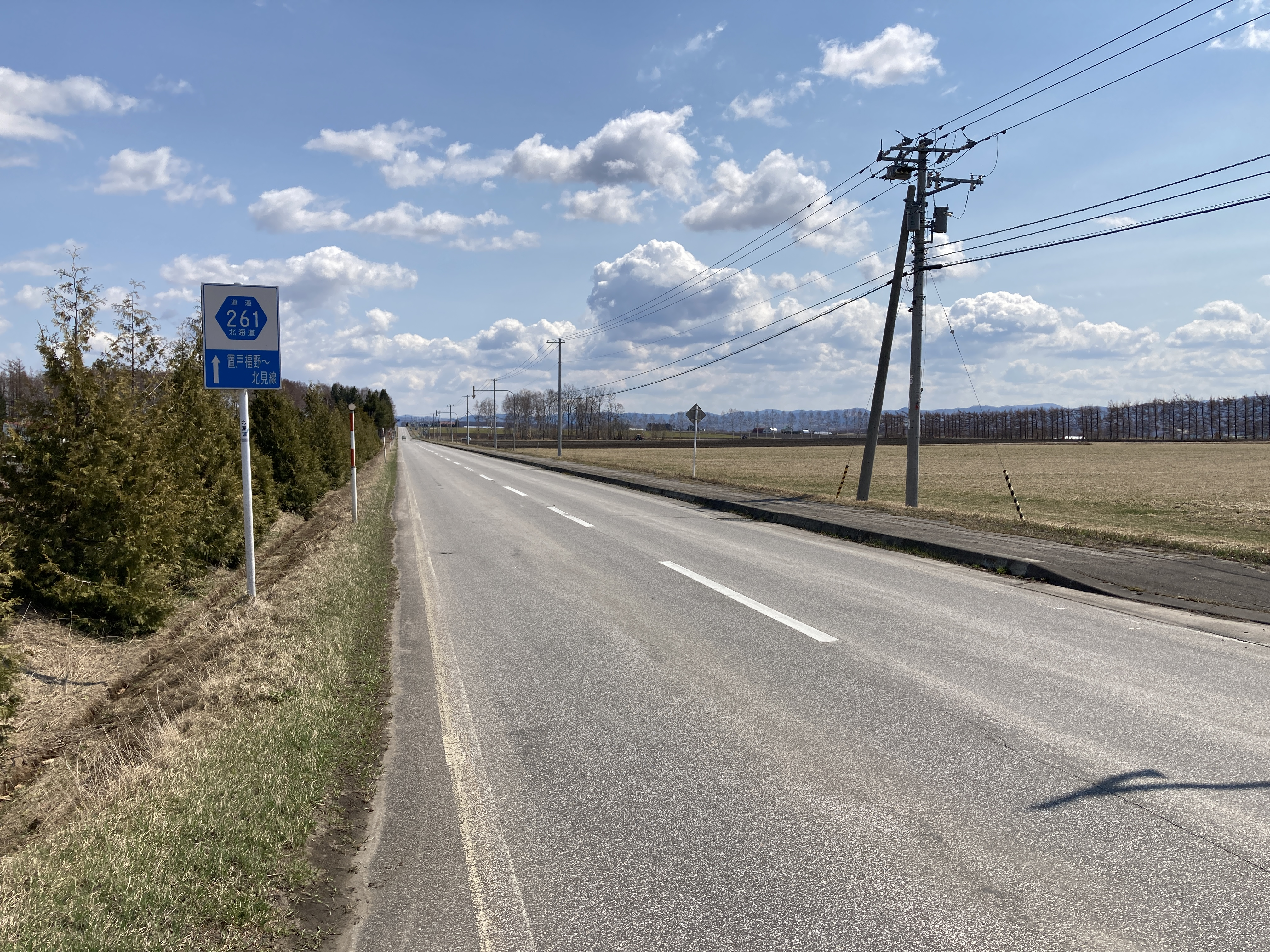
北海道道261号置戸福野北見線（2022年4月）

## 名所・旧跡・観光スポット・祭事・催事

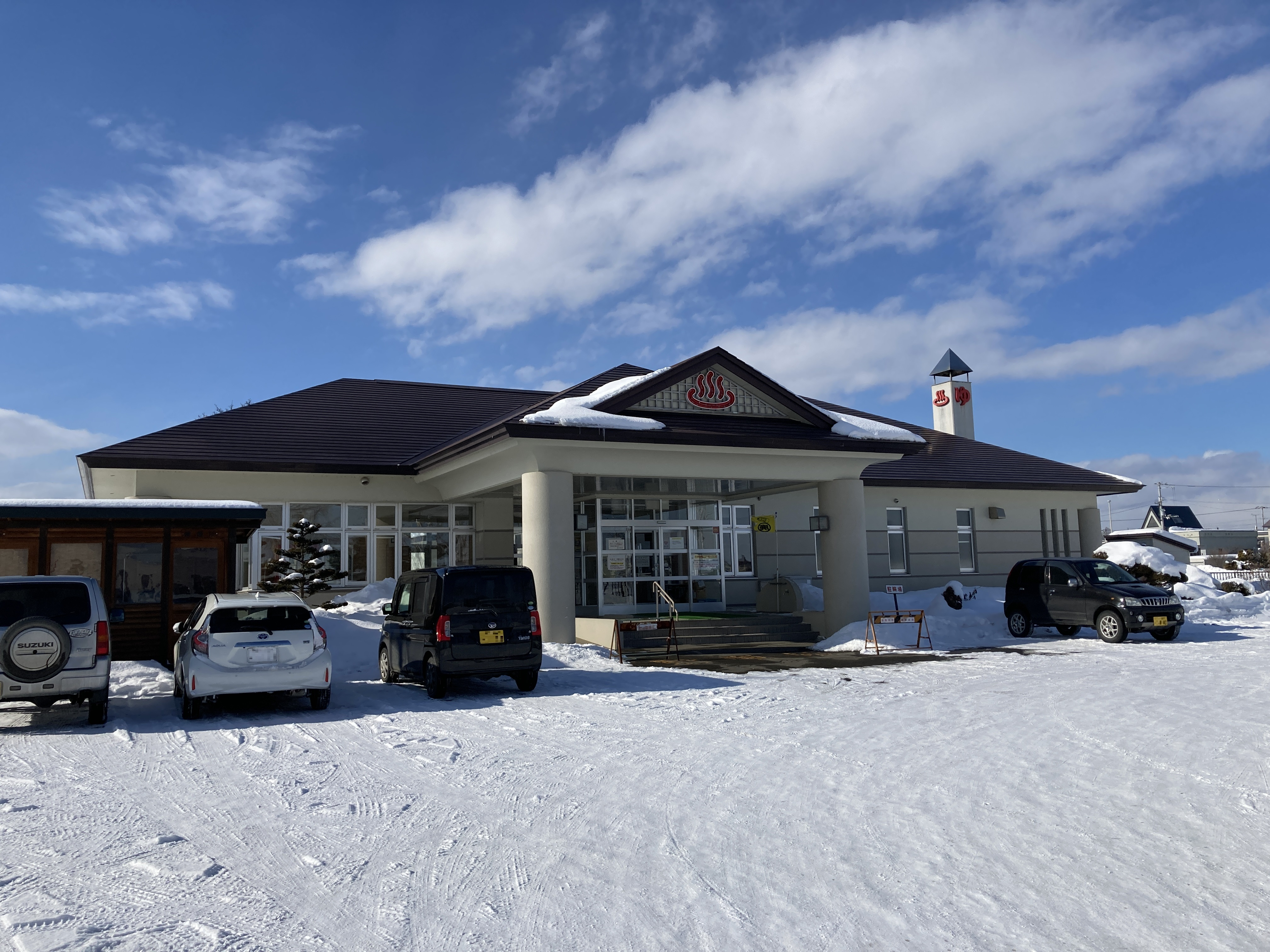
訓子府温泉保養センター

### 町の文化財
- 緑丘B遺跡出土物
- 増田遺跡出土物

### 観光
- 訓子府温泉保養センター

### 祭り
- さむさむまつり（2月）
- 芝さくらまつり（6月）
- くんねっぷふるさとまつり（7月）

## マスコミ
- 訓子府新報

## 出身有名人
- 久島正 - 元北見市市長
- 松岡義和 - 市立名寄短期大学元学長
- せきしろ - 作家・コラムニスト
- 矢尾拓也（やおたくや） - ドラマー、元『パスピエ』。
- 守屋澄夫 - 実業家